# Rugbi a 7 als Jocs Olímpics d'Estiu de 2024 - Torneig masculí
El torneig masculí de Rugbi a 7 als Jocs Olímpics de París 2024 fou la 3a edició de l'esdeveniment masculí en unes Olímpiades. Disputat entre el 24 i el 27 de juliol de 2024 a l'Stade de France de París, fou el primer cop que la competició masculina començà abans de la celebració de la cerimònia d'inauguració dels Jocs ja que tant els partits de la ronda classificatòria com els quarts de final es van disputar amb anterioritat a l'inici de l'olimpiada. El 27 de juliol, l'endemà de la Cerimònia d'Inauguració, es jugaren les semifinals i la final.
França va guanyar la prova per primera vegada després d'imposar-se a la final a la selecció de Fiji per 28 - 7. La medalla de bronze va ser per a la selecció de Sud-àfrica, que va guanyar l'equip d'Austràlia per 26 - 19.

## Format
Els dotze equips classificats van disputar la fase preliminar dividits en tres grups de quatre equips. Cada selecció va jugar contra les altres tres del seu grup i les dues millors de cada grup i els dos millors tercers passaren als quarts de final, quedant la resta eliminats. Els guanyadors dels quarts de final van passar a les semifinals i els perdedors van jugar entre ells en format eliminatori per decidir les places entre el 5è i el 8è. Els dos guanyadors de les semifinals van jugar el partit per decidir la medalla d'or i de plata, mentre que els perdedors van disputar el partit pel 3r i 4t lloc.

## Classificació
França, com a país amfitrió, es va assegurar una plaça en el torneig. Les seleccions de Nova Zelanda, Argentina, Fiji i Austràlia es van classificar en les places atorgades en la temporada 22-23 de les World Rugby Sevens Series que van finalitzar el 21 de maig de 2023. A continuació, les seleccions d'Uruguai, Irlanda, Estats Units, Kenya, Samoa i el Japó es van classificar en els tornejos organitzats per cada associació regional (Europa, Amèrica del Nord, Àfrica, Àsia, Oceania i Amèrica del Sud). Finalment, Sud-àfrica va aconseguir l'última plaça en guanyar el Torneig de Classificació.
| Esdeveniment                                   | Data                           | Seu         | Places | País classificat |
| ---------------------------------------------- | ------------------------------ | ----------- | ------ | ---------------- |
| País amfitrió                                  | -                              | -           | 1      | França           |
| World Rugby Sevens Series                      | 4 novembre 2022 - 21 maig 2023 | Vàries      | 4      | Nova Zelanda     |
| World Rugby Sevens Series                      | 4 novembre 2022 - 21 maig 2023 | Vàries      | 4      | Argentina        |
| World Rugby Sevens Series                      | 4 novembre 2022 - 21 maig 2023 | Vàries      | 4      | Fiji             |
| World Rugby Sevens Series                      | 4 novembre 2022 - 21 maig 2023 | Vàries      | 4      | Austràlia        |
| Torneig classificació Amèrica del Sud          | 17 - 18 juny 2023              | Montevideo  | 1      | Uruguai          |
| Jocs Europeus                                  | 25 - 27 juny 2023              | Cracòvia    | 1      | Irlanda          |
| Torneig classificació Amèrica del Nord i Carib | 19 - 20 agost 2023             | Langford    | 1      | Estats Units     |
| Torneig classificació Àfrica                   | 16 - 17 setembre 2023          | Harare      | 1      | Kenya            |
| Torneig classificació Oceania                  | 10 - 12 novembre 2023          | Brisbane    | 1      | Samoa            |
| Torneig classificació Àsia                     | 18 - 19 novembre 2023          | Kita-Kyushu | 1      | Japó             |
| Torneig classificació olímpic                  | 21 - 23 juny 2024              | Mònaco      | 1      | Sud-àfrica       |

## Fase de grups
Es classificaren els dos primers de cada grup i els 2 millors tercers

### Grup A
| Posició | Equip        | J | G | E | P | PF | PC  | DP   | Punts |
| ------- | ------------ | - | - | - | - | -- | --- | ---- | ----- |
| 1       | Nova Zelanda | 3 | 3 | 0 | 0 | 71 | 29  | +42  | 9     |
| 2       | Irlanda      | 3 | 2 | 0 | 1 | 62 | 24  | +38  | 7     |
| 3       | Sud-àfrica   | 3 | 1 | 0 | 2 | 59 | 32  | +27  | 5     |
| 4       | Japó         | 3 | 0 | 0 | 3 | 22 | 129 | -107 | 3     |

| Irlanda | 10 - 5 | Sud-àfrica | 24 de juliol de 2024 17:30h - - Stade de France París |
|         |        |            | 24 de juliol de 2024 17:30h - - Stade de France París |

| Nova Zelanda | 40 - 12 | Japó | 24 de juliol de 2024 18:00h - - Stade de France París |
|              |         |      | 24 de juliol de 2024 18:00h - - Stade de France París |

| Irlanda | 40 - 5 | Japó | 24 de juliol de 2024 21:00h - - Stade de France París |
|         |        |      | 24 de juliol de 2024 21:00h - - Stade de France París |

| Nova Zelanda | 17 - 5 | Sud-àfrica | 24 de juliol de 2024 21:30h - - Stade de France París |
|              |        |            | 24 de juliol de 2024 21:30h - - Stade de France París |

| Sud-àfrica | 49 - 5 | Japó | 25 de juliol de 2024 16:00h - - Stade de France París |
|            |        |      | 25 de juliol de 2024 16:00h - - Stade de France París |

| Nova Zelanda | 14 - 12 | Irlanda | 25 de juliol de 2024 16:30h - - Stade de France París |
|              |         |         | 25 de juliol de 2024 16:30h - - Stade de France París |

### Grup B
| Posició | Equip     | J | G | E | P | PF | PC | DP  | Punts |
| ------- | --------- | - | - | - | - | -- | -- | --- | ----- |
| 1       | Austràlia | 3 | 3 | 0 | 0 | 64 | 35 | +29 | 9     |
| 2       | Argentina | 3 | 2 | 0 | 1 | 73 | 46 | +27 | 7     |
| 3       | Samoa     | 3 | 1 | 0 | 2 | 52 | 49 | +3  | 5     |
| 4       | Kenya     | 3 | 0 | 0 | 3 | 19 | 78 | -59 | 3     |

| Austràlia | 21 - 14 | Samoa | 24 de juliol de 2024 15:30h - - Stade de France París |
|           |         |       | 24 de juliol de 2024 15:30h - - Stade de France París |

| Argentina | 31 - 12 | Kenya | 24 de juliol de 2024 16:00h - - Stade de France París |
|           |         |       | 24 de juliol de 2024 16:00h - - Stade de France París |

| Austràlia | 21 - 7 | Kenya | 24 de juliol de 2024 19:00h - - Stade de France París |
|           |        |       | 24 de juliol de 2024 19:00h - - Stade de France París |

| Argentina | 28 - 12 | Samoa | 24 de juliol de 2024 19:30h - - Stade de France París |
|           |         |       | 24 de juliol de 2024 19:30h - - Stade de France París |

| Samoa | 26 - 0 | Kenya | 25 de juliol de 2024 14:00h - - Stade de France París |
|       |        |       | 25 de juliol de 2024 14:00h - - Stade de France París |

| Argentina | 14 - 22 | Austràlia | 25 de juliol de 2024 14:30h - - Stade de France París |
|           |         |           | 25 de juliol de 2024 14:30h - - Stade de France París |

### Grup C
| Posició | Equip        | J | G | E | P | PF | PC | DP  | Punts |
| ------- | ------------ | - | - | - | - | -- | -- | --- | ----- |
| 1       | Fiji         | 3 | 3 | 0 | 0 | 97 | 36 | +61 | 9     |
| 2       | França       | 3 | 1 | 1 | 1 | 43 | 43 | 0   | 6     |
| 3       | Estats Units | 3 | 1 | 1 | 1 | 57 | 67 | -10 | 6     |
| 4       | Uruguai      | 3 | 0 | 0 | 3 | 41 | 92 | -51 | 3     |

| França | 12 - 12 | Estats Units | 24 de juliol de 2024 16:30h - - Stade de France París |
|        |         |              | 24 de juliol de 2024 16:30h - - Stade de France París |

| Fiji | 40 - 12 | Uruguai | 24 de juliol de 2024 17:00h - - Stade de France París |
|      |         |         | 24 de juliol de 2024 17:00h - - Stade de France París |

| França | 19 - 12 | Uruguai | 24 de juliol de 2024 20:00h - - Stade de France París |
|        |         |         | 24 de juliol de 2024 20:00h - - Stade de France París |

| Fiji | 38 - 12 | Estats Units | 24 de juliol de 2024 20:30h - - Stade de France París |
|      |         |              | 24 de juliol de 2024 20:30h - - Stade de France París |

| Estats Units | 33 - 17 | Uruguai | 25 de juliol de 2024 15:00h - - Stade de France París |
|              |         |         | 25 de juliol de 2024 15:00h - - Stade de France París |

| Fiji | 19 - 12 | França | 25 de juliol de 2024 15:30h - - Stade de France París |
|      |         |        | 25 de juliol de 2024 15:30h - - Stade de France París |

## Fase eliminatòria

### 9-12 posició
|  | Semifinals       | Semifinals       |    |                  | Final            | Final |
|  |                  |                  |    |                  |                  |       |
|  | 25 juliol 20:00h |                  |    |                  |                  |       |
|  | Samoa            | 42               |    |                  |                  |       |
|  | Japó             | 7                |    |                  |                  |       |
|  |                  |                  |    |                  |                  |       |
|  |                  |                  |    |                  | 27 juliol 17:00h |       |
|  |                  |                  |    |                  | Samoa            | 5     |
|  |                  | Kenya            | 10 |                  |                  |       |
|  |                  |                  |    |                  |                  |       |
|  |                  |                  |    |                  |                  |       |
|  |                  |                  |    |                  | Tercer lloc      |       |
|  | 25 juliol 20:30h | 25 juliol 20:30h |    | 27 juliol 16:30h | 27 juliol 16:30h |       |
|  | Uruguai          | 14               |    | Japó             | 10               |       |
|  | Kenya            | 19               |    |                  | Uruguai          | 21    |

### 5-8 posició
|  | Semifinals       | Semifinals       |   |                  | Final            | Final |
|  |                  |                  |   |                  |                  |       |
|  | 27 juliol 14:30h |                  |   |                  |                  |       |
|  | Nova Zelanda     | 17               |   |                  |                  |       |
|  | Argentina        | 12               |   |                  |                  |       |
|  |                  |                  |   |                  |                  |       |
|  |                  |                  |   |                  | 27 juliol 18:30h |       |
|  |                  |                  |   |                  | Nova Zelanda     | 10    |
|  |                  | Irlanda          | 7 |                  |                  |       |
|  |                  |                  |   |                  |                  |       |
|  |                  |                  |   |                  |                  |       |
|  |                  |                  |   |                  | Tercer lloc      |       |
|  | 27 juliol 15:00h | 27 juliol 15:00h |   | 27 juliol 18:00h | 27 juliol 18:00h |       |
|  | Irlanda          | 17               |   | Argentina        | 19               |       |
|  | Estats Units     | 14               |   |                  | Estats Units     | 0     |

### Quarts de final
|  | Quarts de final  | Quarts de final  |                  |           | Semifinals  | Semifinals  |  |  | Final            | Final |
|  |                  |                  |                  |           |             |             |  |  |                  |       |
|  | 25 juliol 21:00h |                  |                  |           |             |             |  |  |                  |       |
|  |                  |                  |                  |           |             |             |  |  |                  |       |
|  | Nova Zelanda     | 7                |                  |           |             |             |  |  |                  |       |
|  | Nova Zelanda     | 7                | 27 juliol 15:30h |           |             |             |  |  |                  |       |
|  | Sud-àfrica       | 14               |                  |           |             |             |  |  |                  |       |
|  | Sud-àfrica       | 14               | Sud-àfrica       | 5         |             |             |  |  |                  |       |
|  | 25 juliol 21:30h |                  | Sud-àfrica       | 5         |             |             |  |  |                  |       |
|  |                  | França           | 19               |           |             |             |  |  |                  |       |
|  | Argentina        | França           | 19               | 14        |             |             |  |  |                  |       |
|  | Argentina        |                  | 27 juliol 19:45h | 14        |             |             |  |  |                  |       |
|  | França           | 26               |                  |           |             |             |  |  |                  |       |
|  | França           | 26               | França           | 28        |             |             |  |  |                  |       |
|  | 25 juliol 22:00h |                  | França           | 28        |             |             |  |  |                  |       |
|  |                  | Fiji             | 7                |           |             |             |  |  |                  |       |
|  | Fiji             | Fiji             | 7                | 19        |             |             |  |  |                  |       |
|  | Fiji             | 27 juliol 16:00h |                  | 19        |             |             |  |  |                  |       |
|  | Irlanda          | 15               |                  |           |             |             |  |  |                  |       |
|  | Irlanda          | 15               | Fiji             | 31        | Tercer lloc | Tercer lloc |  |  |                  |       |
|  | 25 juliol 22:30h |                  | Fiji             | 31        | Tercer lloc | Tercer lloc |  |  |                  |       |
|  |                  | Austràlia        | 7                |           |             |             |  |  |                  |       |
|  | Austràlia        | Austràlia        | 7                | 18        | Sud-àfrica  | 26          |  |  |                  |       |
|  | Austràlia        |                  |                  | 18        | Sud-àfrica  | 26          |  |  |                  |       |
|  | Estats Units     | 0                |                  | Austràlia | 19          |             |  |  |                  |       |
|  | Estats Units     | 0                |                  |           | 19          |             |  |  |                  |       |
|  |                  |                  |                  |           |             |             |  |  | 27 juliol 19:00h |       |
|  |                  |                  |                  |           |             |             |  |  |                  |       |

## Classificació final
| Posició | Equip        |
| ------- | ------------ |
| 1       | França       |
| 2       | Fiji         |
| 3       | Sud-àfrica   |
| 4       | Austràlia    |
| 5       | Nova Zelanda |
| 6       | Irlanda      |
| 7       | Argentina    |
| 8       | Estats Units |
| 9       | Kenya        |
| 10      | Samoa        |
| 11      | Uruguai      |
| 12      | Japó         |

## Medaller històric
| Posició | País         | 1 | 2 | 3 | Total |
| ------- | ------------ | - | - | - | ----- |
| 1       | Fiji         | 2 | 1 | 0 | 3     |
| 2       | França       | 1 | 0 | 0 | 1     |
| 3       | Nova Zelanda | 0 | 1 | 0 | 1     |
| 3       | Regne Unit   | 0 | 1 | 0 | 1     |
| 5       | Sud-àfrica   | 0 | 0 | 2 | 2     |
| 6       | Argentina    | 0 | 0 | 1 | 1     |